# Nevdürr Hanim
Nevdürr Hanım (turco ottomano: نودر خانم, lett. "giovane perla"; Batumi, 1861 – Istanbul, 1927) è stata una consorte del sultano ottomano Murad V.

## Biografia
Nevdürr Hanım nacque nel 1861 in Georgia, a Batumi. Era georgiana, figlia di Nakaşvili Rüstem Bey.  
Da bambina venne mandata alla corte ottomana di Istanbul, dove venne addestrata come Kalfa (serva).   
Nel 1880 venne scelta per andare a servire al Palazzo di Çırağan, dove era rinchiuso il sultano Murad V e la sua famiglia, deposto quattro anni prima dal suo fratellastro Abdülhamid II. 
Nevdürr entrò a servizio, ma a Murad piacque al punto da chiederla come consorte. Si sposarono in quello stesso anno e non ebbero figli.  
Nel 1904 Murad V morì e la sua famiglia venne liberata.  
Nevdürr venne inviata a Bursa insieme alle consorti Gevherriz Hanim, Remzşinas Hanim e Filizten Hanım, ma dopo qualche anno le venne concesso di rientrare a Istanbul. Tuttavia, il CPU le aveva annullato lo stipendio ed era in gravi difficoltà finanziarie. Venne accolta da Hatice Sultan, figlia di Murad V, la quale fece del suo meglio per ottenere una rendita per lei, scrivendo varie volte al sultano Mehmed V e al CPU, ma senza successo.  
Quando nel 1924 la dinastia ottomana, compresa Hatice, venne esiliata, Nevdürr venne cacciata di casa e visse in totale povertà fino alla morte, avvenuta nel 1927 a Istanbul, nel distretto Beşiktaş. 

## Cultura popolare
- Nevdürr è un personaggio del romanzo storico di Ayşe Osmanoğlu The Gilded Cage on the Bosphorus (2020)[6].